# Rijksproosdij Odenheim

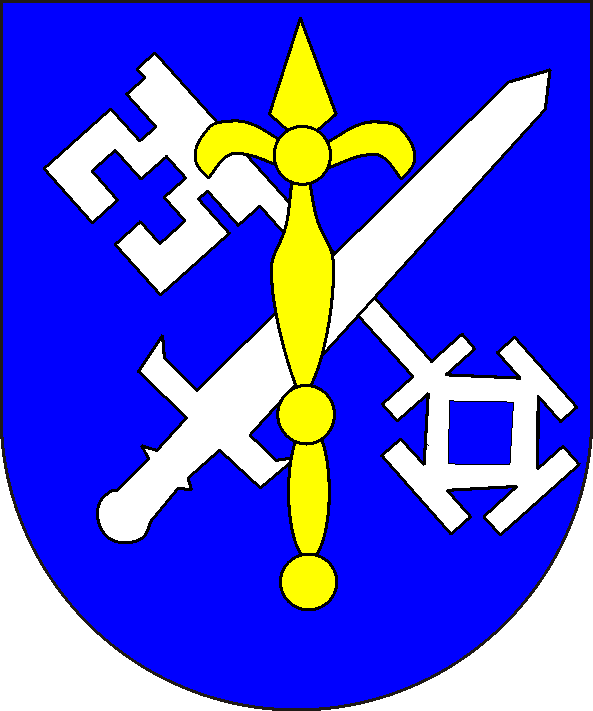
Veld in wapen van Baden in 1803

De rijksproosdij Odenheim was een tot de Boven-Rijnse Kreits behorende proosdij binnen het Heilige Roomse Rijk.
Odenheim is nu een plaatsje in de Baden-Württembergse gemeente Östringen
In het begin van de twaalfde eeuw stichtte aartsbisschop Bruno van Trier (afkomstig uit het huis van de graven van Lauffen) op zijn familiegrond het klooster Wigoldesberg. Het klooster werd bevolkt met monniken uit het klooster Hirsau. De prins-bisschop van Spiers bezat sinds 1339 de voogdij.
Het adellijke convent verloor aan het eind van de middeleeuwen in sterke mate zijn geestelijk karakter. 
In 1494 werd het klooster met behulp van keizer Maximiliaan I omgezet in een seculier koorherensticht, dat uit tien adellijke en twee burgerlijke kanunniken bestond.
In 1507 werd de zetel van het sticht uit veiligheidsoverwegingen binnen de stad Bruchsal gebracht. Dit leidde praktisch tot het verlies van de rijksvrijheid.
In paragraaf 5 van de Reichsdeputationshauptschluss van 25 februari 1803 wordt de proosdij en het sticht Odenheim toegewezen aan het keurvorstendom Baden.